# Georgisch alfabet

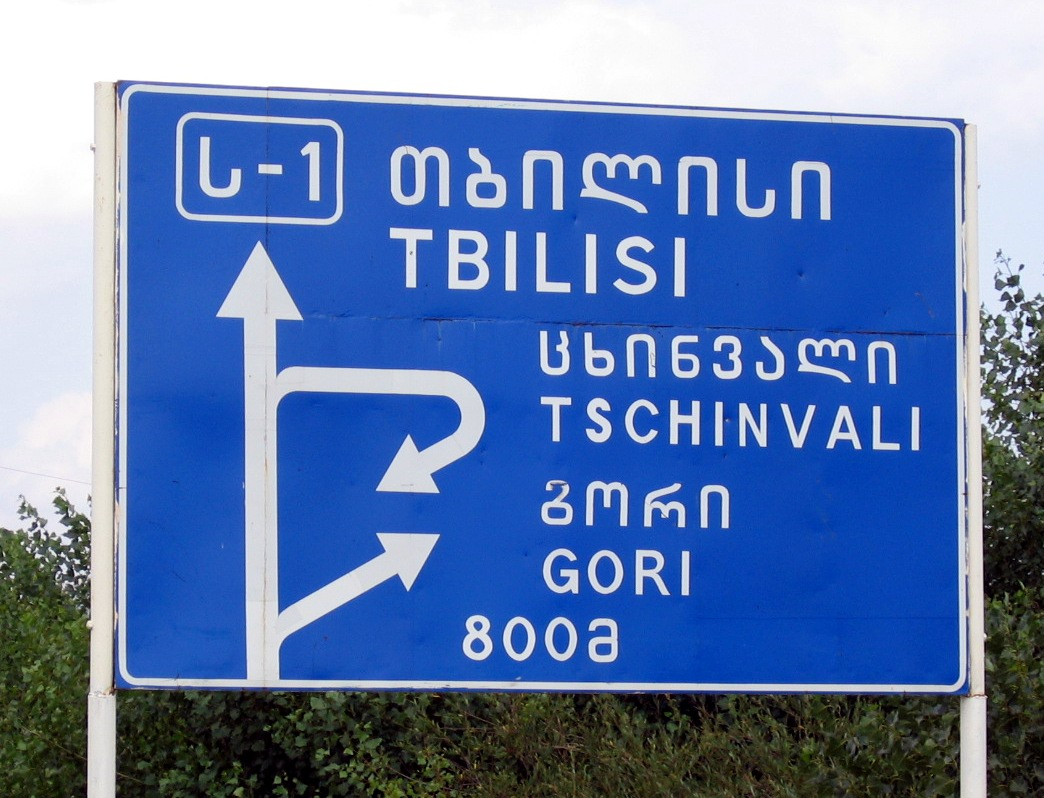
Georgisch (mchedroeli) en Latijns schrift op een verkeersbord

Het Georgisch alfabet wordt gebruikt om het Georgisch en andere Kartveelse talen (zoals Mingreels) te schrijven. Het wordt soms ook gebruikt voor andere talen uit de Kaukasus, zoals Ossetisch in de jaren 40.

## Schriftsoorten
Het alfabet wordt geschreven in drie verschillende schriftsoorten. Het oudste is het asomtavroeli, opgevolgd door het noeschoeri en het mchedroeli. In elk van deze schriftsoorten heeft het alfabet dezelfde letters met dezelfde namen in dezelfde volgorde. Voor alledaags gebruik is het mchedroeli de standaard, maar ook de andere worden nog gebruikt – onder meer door de Georgisch-Orthodoxe Kerk.
Oorspronkelijk bestond het alfabet uit 38 letters. Vijf van die letters worden in het Georgisch niet meer gebruikt. Het Mingreels wordt geschreven met 36 letters: dezelfde 33 die het Georgisch gebruikt, één letter die het Georgisch niet meer gebruikt en twee taalspecifieke letters.
Geen van deze schriftsoorten heeft aparte hoofdletters. Soms wordt de betreffende letter eenvoudigweg iets groter geschreven. Verschillende moderne schrijvers hebben geëxperimenteerd met het gebruik van asomtavroeli als hoofdletters in een verder in mchedroeli geschreven tekst.

## Transliteratie
Hieronder volgt de transliteratie van het Georgisch. In de eerste tabel staan alleen die letters die nog in het Georgisch gebruikt worden. 
| Mchedroeli | Mchedroeli | Asomtavroeli | Asomtavroeli | Noeschoeri | Noeschoeri | Naam | Officiële transliteratie | ISO 9984:1996 | Nederlandse transliteratie |
| Glief      | Unicode    | Glief        | Unicode      | Glief      | Unicode    | Naam | Officiële transliteratie | ISO 9984:1996 | Nederlandse transliteratie |
| ---------- | ---------- | ------------ | ------------ | ---------- | ---------- | ---- | ------------------------ | ------------- | -------------------------- |
| ა          | U+10D0     | Ⴀ            | U+10A0       | ⴀ          | U+2D00     | AN   | A a                      | A a           | A a                        |
| ბ          | U+10D1     | Ⴁ            | U+10A1       | ⴁ          | U+2D01     | BAN  | B b                      | B b           | B b                        |
| გ          | U+10D2     | Ⴂ            | U+10A2       | ⴂ          | U+2D02     | GAN  | G g                      | G g           | G g                        |
| დ          | U+10D3     | Ⴃ            | U+10A3       | ⴃ          | U+2D03     | DON  | D d                      | D d           | D d                        |
| ე          | U+10D4     | Ⴄ            | U+10A4       | ⴄ          | U+2D04     | EN   | E e                      | E e           | E e                        |
| ვ          | U+10D5     | Ⴅ            | U+10A5       | ⴅ          | U+2D05     | VIN  | V v                      | V v           | V v                        |
| ზ          | U+10D6     | Ⴆ            | U+10A6       | ⴆ          | U+2D06     | ZEN  | Z z                      | Z z           | Z z                        |
| თ          | U+10D7     | Ⴇ            | U+10A7       | ⴇ          | U+2D07     | TAN  | T t                      | T’ t’         | T t                        |
| ი          | U+10D8     | Ⴈ            | U+10A8       | ⴈ          | U+2D08     | IN   | I i                      | I i           | I i                        |
| კ          | U+10D9     | Ⴉ            | U+10A9       | ⴉ          | U+2D09     | KAN  | K’ k’                    | K k           | K k                        |
| ლ          | U+10DA     | Ⴊ            | U+10AA       | ⴊ          | U+2D0A     | LAS  | L l                      | L l           | L l                        |
| მ          | U+10DB     | Ⴋ            | U+10AB       | ⴋ          | U+2D0B     | MAN  | M m                      | M m           | M m                        |
| ნ          | U+10DC     | Ⴌ            | U+10AC       | ⴌ          | U+2D0C     | NAR  | N n                      | N n           | N n                        |
| ო          | U+10DD     | Ⴍ            | U+10AD       | ⴍ          | U+2D0D     | ON   | O o                      | O o           | O o                        |
| პ          | U+10DE     | Ⴎ            | U+10AE       | ⴎ          | U+2D0E     | PAR  | P’ p’                    | P p           | P p                        |
| ჟ          | U+10DF     | Ⴏ            | U+10AF       | ⴏ          | U+2D0F     | ZHAR | Zh zh                    | Ž ž           | Zj zj                      |
| რ          | U+10E0     | Ⴐ            | U+10B0       | ⴐ          | U+2D10     | RAE  | R r                      | R r           | R r                        |
| ს          | U+10E1     | Ⴑ            | U+10B1       | ⴑ          | U+2D11     | SAN  | S s                      | S s           | S s                        |
| ტ          | U+10E2     | Ⴒ            | U+10B2       | ⴒ          | U+2D12     | TAR  | T’ T’                    | T t           | T t                        |
| უ          | U+10E3     | Ⴓ            | U+10B3       | ⴓ          | U+2D13     | UN   | U u                      | U u           | Oe oe                      |
| ფ          | U+10E4     | Ⴔ            | U+10B4       | ⴔ          | U+2D14     | PHAR | P p                      | P’ p’         | P p                        |
| ქ          | U+10E5     | Ⴕ            | U+10B5       | ⴕ          | U+2D15     | KHAR | K k                      | K’ k’         | K k                        |
| ღ          | U+10E6     | Ⴖ            | U+10B6       | ⴖ          | U+2D16     | GHAN | Gh gh                    | Ḡ ḡ           | Gh gh                      |
| ყ          | U+10E7     | Ⴗ            | U+10B7       | ⴗ          | U+2D17     | QAR  | Q’ q’                    | Q q           | Q q                        |
| შ          | U+10E8     | Ⴘ            | U+10B8       | ⴘ          | U+2D18     | SHIN | Sh sh                    | Š š           | Sj sj                      |
| ჩ          | U+10E9     | Ⴙ            | U+10B9       | ⴙ          | U+2D19     | CHIN | Ch ch                    | C’ c’         | Tsj tsj                    |
| ც          | U+10EA     | Ⴚ            | U+10BA       | ⴚ          | U+2D1A     | CAN  | Ts ts                    | C’ c’         | Ts ts                      |
| ძ          | U+10EB     | Ⴛ            | U+10BB       | ⴛ          | U+2D1B     | JIL  | Dz dz                    | J j           | Dz dz                      |
| წ          | U+10EC     | Ⴜ            | U+10BC       | ⴜ          | U+2D1C     | CIL  | Ts’ ts’                  | C c           | Ts ts                      |
| ჭ          | U+10ED     | Ⴝ            | U+10BD       | ⴝ          | U+2D1D     | CHAR | Ch’ ch’                  | C c           | Tsj tsj                    |
| ხ          | U+10EE     | Ⴞ            | U+10BE       | ⴞ          | U+2D1E     | XAN  | Kh kh                    | X x           | Ch ch                      |
| ჯ          | U+10EF     | Ⴟ            | U+10BF       | ⴟ          | U+2D1F     | JHAN | J j                      | J j           | Dzj dzj                    |
| ჰ          | U+10F0     | Ⴠ            | U+10C0       | ⴠ          | U+2D20     | HAE  | H h                      | H h           | H h                        |

De niet langer gebruikte letters staan hieronder.
| Mchedroeli | Mchedroeli | Asomtavroeli | Asomtavroeli | Noeschoeri | Noeschoeri | Naam |
| Glief      | Unicode    | Glief        | Unicode      | Glief      | Unicode    | Naam |
| ---------- | ---------- | ------------ | ------------ | ---------- | ---------- | ---- |
| ჱ          | U+10F1     | Ⴡ            | U+10C1       | ⴡ          | U+2D21     | HE   |
| ჲ          | U+10F2     | Ⴢ            | U+10C2       | ⴢ          | U+2D22     | HIE  |
| ჳ          | U+10F3     | Ⴣ            | U+10C3       | ⴣ          | U+2D23     | WE   |
| ჴ          | U+10F4     | Ⴤ            | U+10C4       | ⴤ          | U+2D24     | HAR  |
| ჵ          | U+10F5     | Ⴥ            | U+10C5       | ⴥ          | U+2D25     | HOE  |
| ჶ          | U+10F6     |              |              |            |            | FI   |